# Wyznanie (retoryka)
Wyznanie (gr. παρομολογία paromología, łac. confessio) – figura retoryczna, przyznanie się do słabych punktów dla późniejszego wyeksponowania mocniejszych, np. Może i jestem drobnym złodziejaszkiem, ale nie jestem przestępcą.